# Petula Clark
Petula Clark, CBE (născută Sally Olwen Clark, n. 15 noiembrie 1932, Ewell, Anglia, Regatul Unit) este o cântăreață, actriță și compozitoare britanică a cărei carieră se întinde pe opt decenii.
Cariera profesională a lui Clark a început ca artist de estradă pe BBC Radio în timpul celui de-al doilea Război Mondial. În anii 1950 a început să înregistreze în franceză și având succes internațional în limbile engleză și franceză, cu melodii precum „The Little Shoemaker”, „Baby Lover”, „With All My Heart” și „Prends Mon Cœur”. În timpul anilor 1960, a devenit cunoscută la nivel mondial pentru hiturile populare precum „Downtown”, „I Know a Place”, „My Love”, „A Sign of the Times”, „I Couldn't Live Without Your Love”, „Colour My Wolrd”, „This Is My Song”, „Kiss Me Goodbye” și „Don't Sleep in the Subway”. Astfel, a fost supranumită „prima doamnă a Invaziei Britanice”. A vândut peste 68 de milioane de albume.

## Viața și cariera
Clark s-a născut din părinții Doris (născută Phillips) și Leslie Norman Clark în Epsom, Surrey, Anglia, pe data de 15 noiembrie 1932. Ambii părinți au fost asistenți medicali la Long Grove Spital. Mama ei era de origine galeză și tatăl ei era englez. Numele de scenă Petula a fost inventat de către tatăl ei, Leslie Clark;, glumind că era o combinație a numelor a două foste prietene, Pet și Ulla.
În timpul celui de-al Doilea Război Mondial, Clark a trăit cu sora ei la bunicii lor din Pontlottyn, South Wales, într-o mică casă de piatră fără electricitate, apă curentă și având o toaletă în fundul grădinii. Bunicii ei vorbeau foarte puțin limba engleză și Clark a învățat să vorbească galeză. Bunicul ei a fost miner. Prima interpretare cu public a fost la Colliers' Arms în Abercanaid, aproape de Merthyr Tydfil.

### Începutul carierei

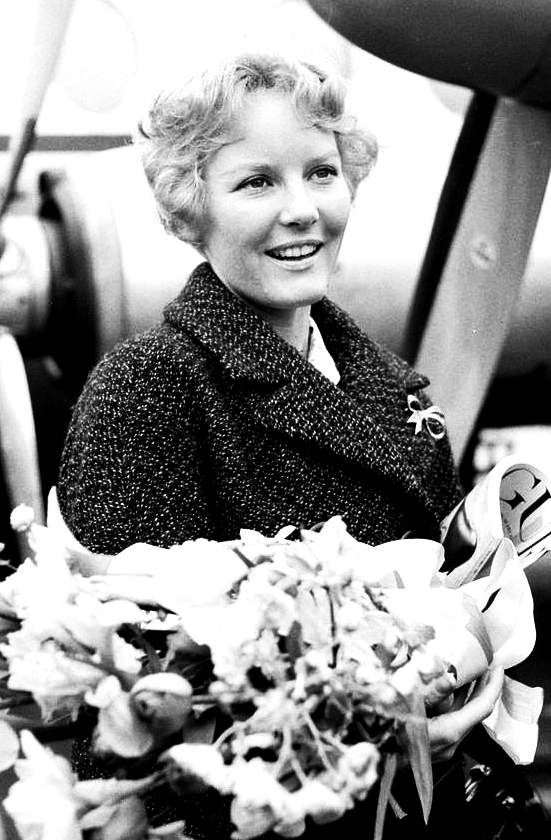
Petula ajunge în Țările de Jos, 1960

Începând de la vârsta de 9 ani, Clark apare la radio și televizor, în film, reviste și înregistrări până la vârsta de 17 ani.
În octombrie 1942, la vârsta de 9 ani, Clark și-a făcut debutul la radio în timp ce participa la o difuzare BBC cu tatăl ei. Ea a fost acolo în încercarea de a trimite un mesaj unui unchi plecat în străinătate, dar emisiunea a fost întârziată din cauza unui raid aerian. În timpul bombardamentelor, producătorul a cerut ca cineva să interpreteze ceva pentru a calma spectatorii, iar ea s-a oferit să cânte „Mighty Lak' a Rose”, fiind foarte apreciată. A repetat interpretarea pentru difuzare, lansând-o într-o serie de aproximativ 500 de apariții în programe concepute pentru a distra trupele. Pe lângă radio, Clark a fost în turnee în Marea Britanie cu a sa colegă Julie Andrews. A interpretat pentru George al VI-lea, Winston Churchill și Bernard Montgomery. Clark a devenit cunoscută sub numele de „Shirley Temple a Marii Britanii” și a fost considerată drept mascotă de către Armata Britanică, ale cărei trupe lipeau fotografii cu Clark pe tancurile lor pentru noroc când mergeau la luptă.
În 1946, Clark s-a lansat în televiziune, după o apariție într-un show de varietate pe BBC, Cabaret Cartoons. Această apariție a dus la semnarea unui contract pentru a găzdui propria ei emisiune de după-amiază, intitulată simplu Petula Clark. În 1949 a urmat Pet's Parlour.

### Faima europeană
În 1960, ea a pornit într-un turneu de concerte în Franța și Belgia cu Sacha Distel, care i-a rămas un prietenă apropiată până la moartea sa în 2004. Treptat, și-a extins prezența pe continent, înregistrând în germană, franceză, italiană și spaniolă, devenind cunoscută drept o intrepretă multilingvă.

### Faima internațională – era „Downtown”
„Downtown” a fost primul dintr-o serie de 15 hituri consecutive care au intrat î n Top 40 hit în Statele Unite ale Americii, precum „I Know a Place”, „My Love" (al doilea hit numărul 1 din SUA), „A Sign of the Times”, „I Couldn't Live Without Your Love”, „This Is My Song” (din filmul lui Charles Chaplin Contesa din Hong Kong) și „Don't Sleep in the Subway”. Industria americană a onorat-o cu Premii Grammy pentru „Cea Mai Bună Înregistrare Rock &amp; Roll din 1964” pentru „Downtown” și pentru „Cea Mai Bună Interpretare Vocală Contemporană (R&amp;R) din 1965 – Femei” pentru „I Know a Place”. În anul 2004, melodia „Downtown” a fost inclusă în Grammy Hall of Fame.

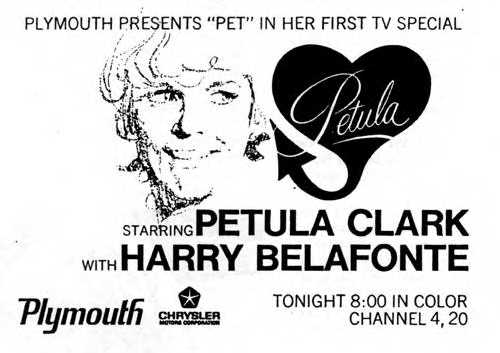
Reclamă pentru spectacolul special NBC-TV din 1968, care a stârnit controverse chiar înainte de a difuzat

Clark sprijinindu-se de brațul lui Belafonte, prima scenă de contact fizic între un bărbat negru și o femeie albă care apare la televizor, în aprilie 1968

În 1968, NBC-TV a invitat-o pe Clark să găzduiască propria sa emisiune în SUA, iar astfel ea a intrat în istoria televiziunii. În timp ce cânta duetul „On the Path of Glory”, o melodie anti-război pe care o compusese, cu oaspetele Harry Belafonte, aceasta l-a strâns de braț, spre consternarea unui reprezentant al Chrysler Corporation (sponsorul spectacolului), care se temea că momentul ar duce la reacții rasiste din partea telespectatorilor din Sud. Când reprezentantul a insistat ca scena să fie înlocuită cu o alta în care Clark și Belafonte sunt departe unul de altul, Clark și producătorul executiv al spectacolului—soțul ei, Wolff—au refuzat, au distrus toate celelalte copii ale altor scene și au livrat emisiunea către NBC cu scena atingerii intactă.  Reprezentantul Chrysler a fost demis și programul difuzat pe data de 8 aprilie 1968, la patru zile după asasinarea lui Dr. Martin Luther King, cu rating ridicat și aprecieri critice, o nominalizare Primetime Emmy, devenind prima instanță în televiziunea americană a unui contact fizic între un bărbat negru și o femeie albă. Pentru a comemora 40 de ani de la emisiunea originală, Clark și Wolff au apărut la Paley Center for Media în Manhattan, pe 22 septembrie 2008, pentru a discuta despre difuzare și impactul acesteia, după o vizualizare a spectacolului.
De-a lungul anilor 1960, Clark a fost în turnee de concerte în Statele Unite, și a apărut de multe ori în cluburi precum Copacabana în New York, la Hotelul Ambassador Cocoanut Grove din Los Angeles și Camera Imperiului de la Waldorf-Astoria Hotel.

### 1970-2000
Clark a continuat turneele în anii 1970, interpretând în cluburi din SUA și Europa.
În mijlocul anilor 1970, Clark și-a redus timpul dedicat carierei, pentru a fi mai mult timp aproape de familia ei. Pe 31 decembrie 1976, a interpretat piesa „Downtown” pe BBC1, în cadrul A Jubilee of Music, sărbătorind muzica britanică pentru Jubileul de Argint al Reginei Elizabeth a II-a. Ea a găzduit seria de televiziune The Sound of Petula (1972-74) și, de-a lungul anilor 1970, a avut numeroase apariții în programe de televiziune de varietate, de comedie  și jocuri.
În 1980, Clark a apărut în ultimul său film, în producția britanică Never Never Land.  Ultima ei apariție în televiziune a fost în 1981, în mini-seria franceză Sans Famille (Singur pe Lume).
În 1998, Clark a devenit Comandor al Ordinului Imperiului Britanic (CBE), onorul fiindu-i acordat de către Regina Elisabeta a II-a. În 2012, Clark a primit ordinul Comandor al Ordinului Artelor și Literelor din Franța de la Ministrul francez al Culturii.

### 2000–prezent

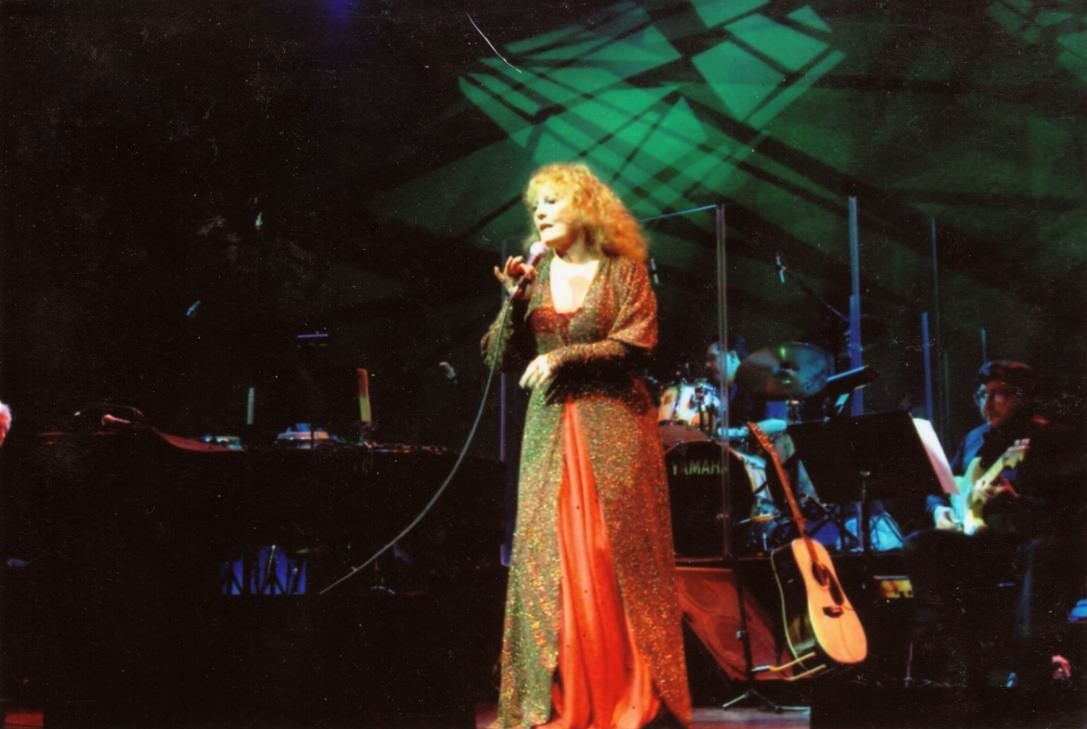
Clark interpretând la Mohegan Sun Casino în Connecticut, SUA, pe data de 11 octombrie 2008

În 2007, Clark a participat în emisiunea BBC Wales Coming Home, despre istoria familiei sale galeze.
La Montreux Jazz Festival, pe 14 iulie 2008, Clark s-a alăturat lui Paolo Nutini în a interpreta „Goin' To Chicago Blues”, în onoarea a celei de-a 75-a aniversări a lui Quincy Jones.
Pe 11 decembrie 2011, the Saw Doctors au lansat versiunea lor a „Downtown”, în care apare și Clark. Ea a apărut și în videoclipul piesei, care a fost filmat în Galway, iar ea la Paris. Pe 22 decembrie 2011, meloadia a ajuns numărul 2 în topul irlandez.
Petula a lansat un nou album în limba engleză, From Now On, în octombrie 2016, care a fost promovat într-un turneu în Marea Britanie.
Pe 10 noiembrie 2017, un album în limba engleză a fost lansat, Living for Today. Petula pornit într-un turneu al Statelor Unite în noiembrie 2017. Acesta a fost primul ei turneu în SUA după cinci decenii.

## Filmografie
- Medal for the General (1944)
- Strawberry Roan (1945)
- Murder in Reverse (1945)
- I Know Where I'm Going! (1945)
- Trouble at Townsend (1946)
- London Town (1946)
- Vice Versa (1948)
- Easy Money (1948)
- Here Come the Huggetts (1948)
- Vote for Huggett (1949)
- The Huggetts Abroad (1949)
- Don't Ever Leave Me (1949)
- The Romantic Age (1949)
- Dance Hall (1950)
- White Corridors (1951)
- Madame Louise (1951)
- The Card (1952)
- Made in Heaven (1952)
- The Runaway Bus (1954)
- The Gay Dog (1954)
- The Happiness of Three Women (1954)
- Track the Man Down (1955)
- That Woman Opposite (1957)
- 6.5 Special (1958)
- À Couteaux Tirés (1964) (a compus și muzica din film) (numit Daggers Drawn pentru lansarea din America)
- Finian's Rainbow (1968)
- Goodbye, Mr. Chips (1969)
- Drôles de Zèbres (1977)
- Never, Never Land (1980)
- Sans famille (1981)